# Ryt karmelitański

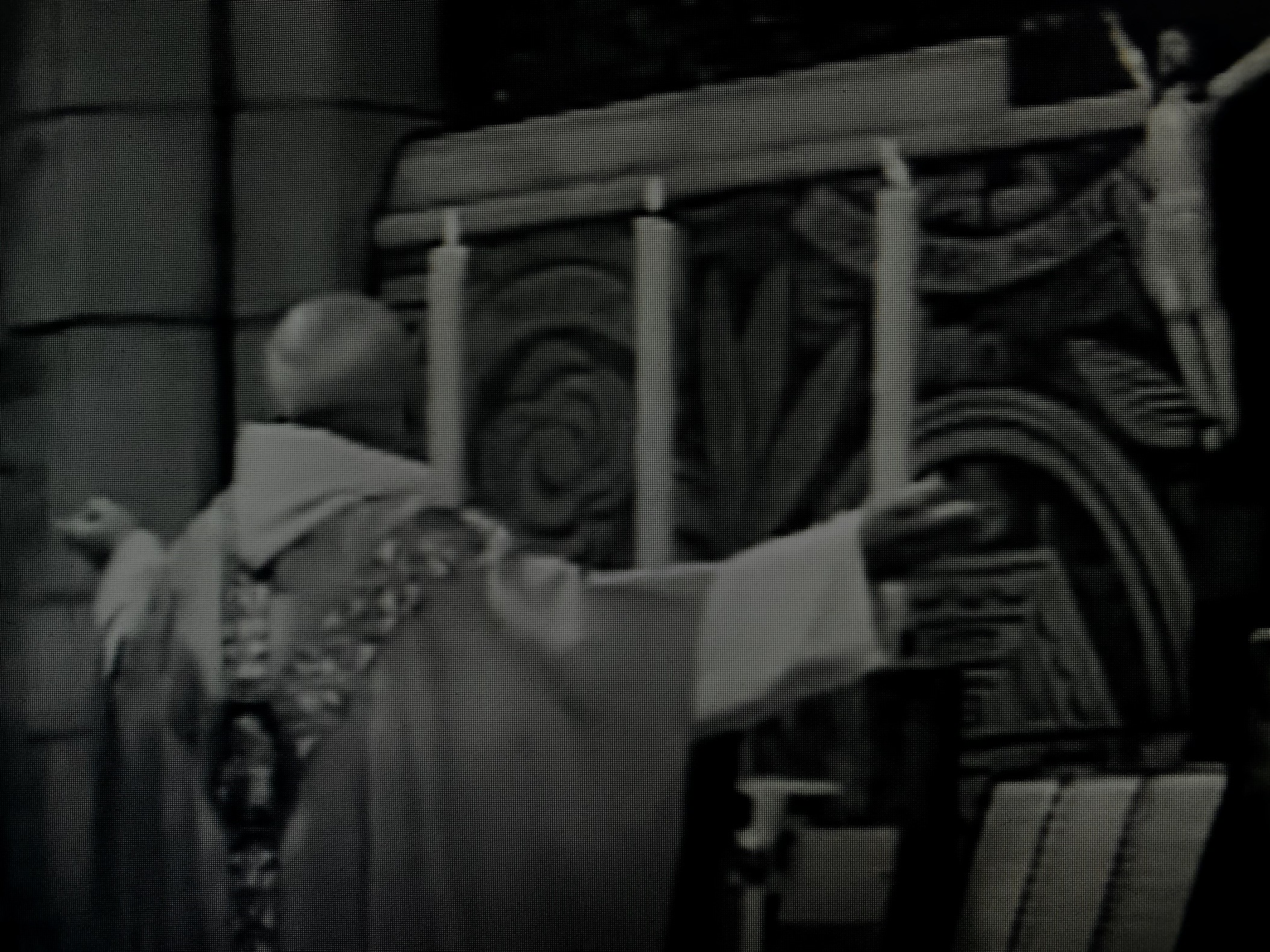
Ryt karmelitański

Ryt karmelitański – katolicki ryt Mszy Świętej, właściwy zakonowi karmelitów. Przez zakonników trzewiczkowych używany aż do wydania nowego Mszału Rzymskiego w 1969 roku.
Zakon karmelitów (podczas swojego istnienia na górze Karmel) przyjął liturgię z Ziemi Świętej, wariant obrządku rzymsko-paryskiego. Po przybyciu do Europy zachowali swój obrządek, pozostawili go również po 1570 roku (po soborze trydenckim). Karmelici bosi – ci, którzy powstali dzięki reformie świętej Teresy od Jezusa i świętego Jana od Krzyża – przyjęli ryt rzymski. Karmelici trzewiczkowi używali swego rytu aż do przyjęcia mszału Pawła VI w 1969 roku.